# Виктор Гюго (станция метро)
«Виктор Гюго» (фр. Victor Hugo) — станция 2-й линии парижского метрополитена. Открыта 13 декабря 1900 года, находится в XVI округе Парижа.

## История
Станция расположена под площадью Виктора Гюго.
Когда станция была открыта в 1900 году, платформы были сильно изогнуты, так как в этом месте линия поворачивает. Однако с появлением новых поездов использовать станцию стало небезопасно, поэтому в 1931 году она была перестроена. Новая станция располагается ближе к площади Шарля де Голля под прямым участком авеню Виктора Гюго. Старую заброшенную станцию можно увидеть, если ехать в сторону станции Порт-Дофин.
Пассажиропоток по станции по входу в 2011 году, по данным RATP, составил 3 966 843 человек. В 2013 году этот показатель снизился до 3 908 009 пассажиров (131 место по уровню входного пассажиропотока в Парижском метро)

## Достопримечательности
Вблизи станции метро «Виктор Гюго» расположены:
- Триумфальная арка
- Музей Баккара
- Музей Даппера

## Пересадка на наземный транспорт
Автобусы 52, 82

## Галерея

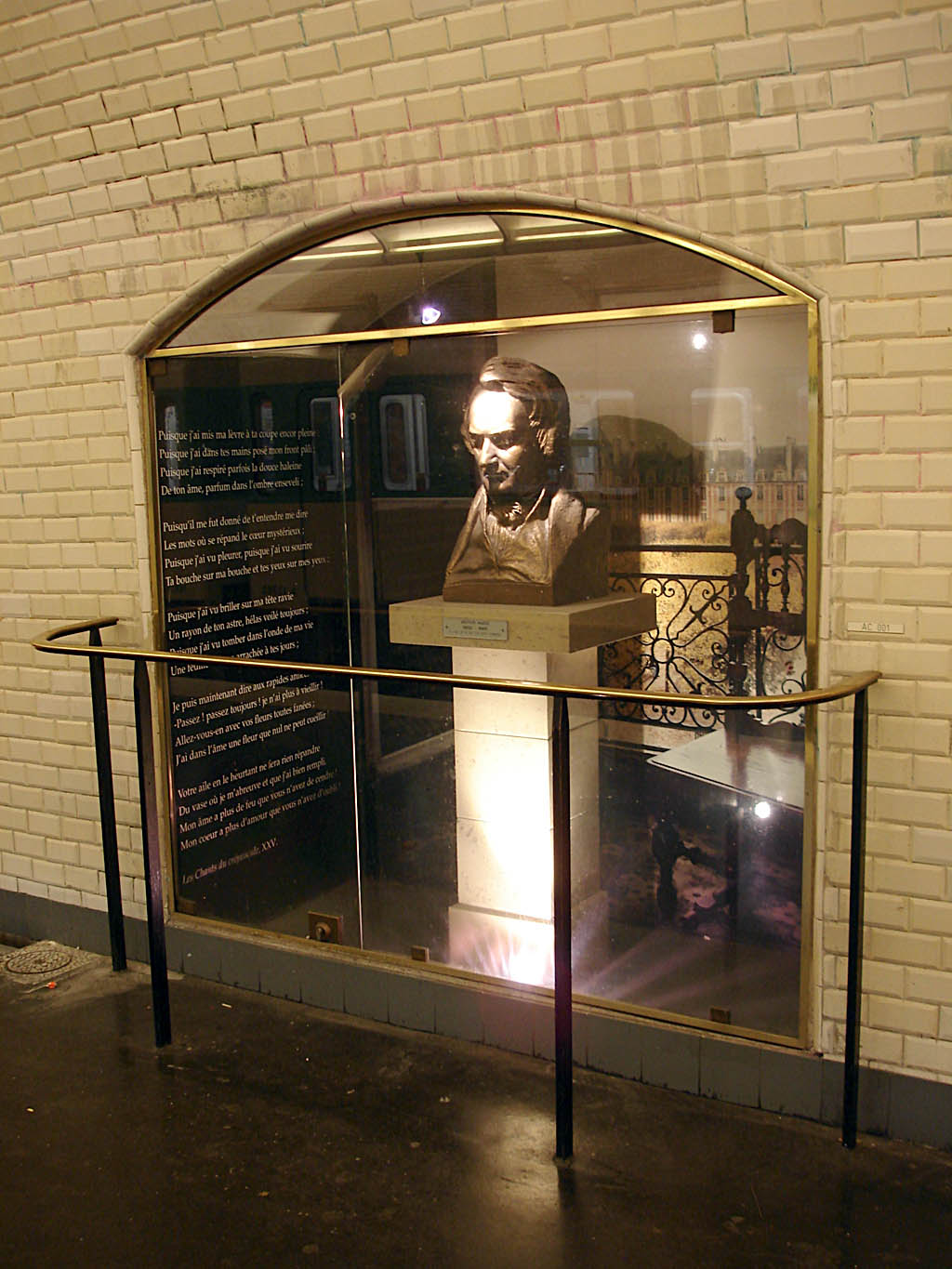
Скульптура Виктора Гюго, установленная на станции
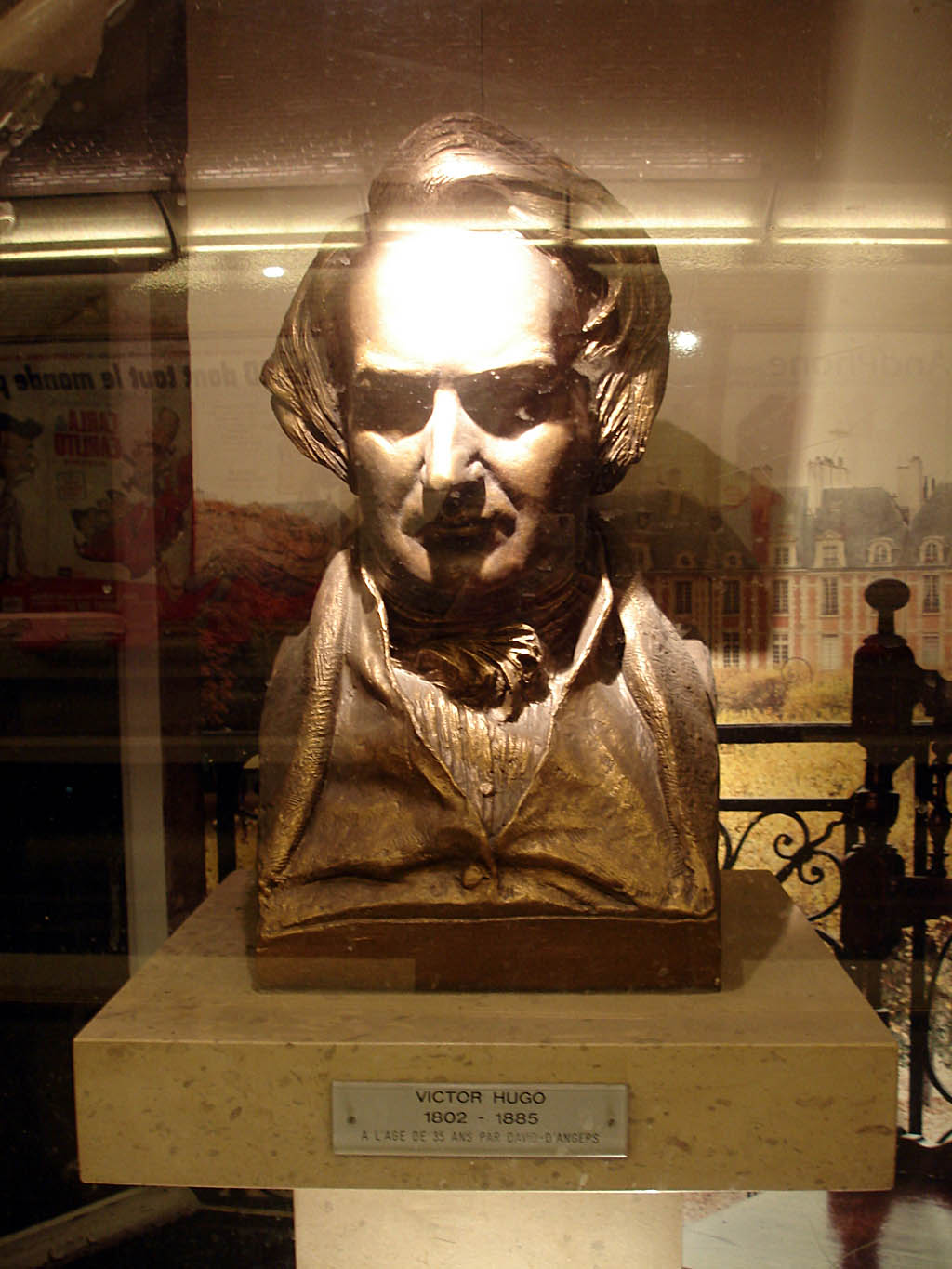
Скульптура Виктора Гюго
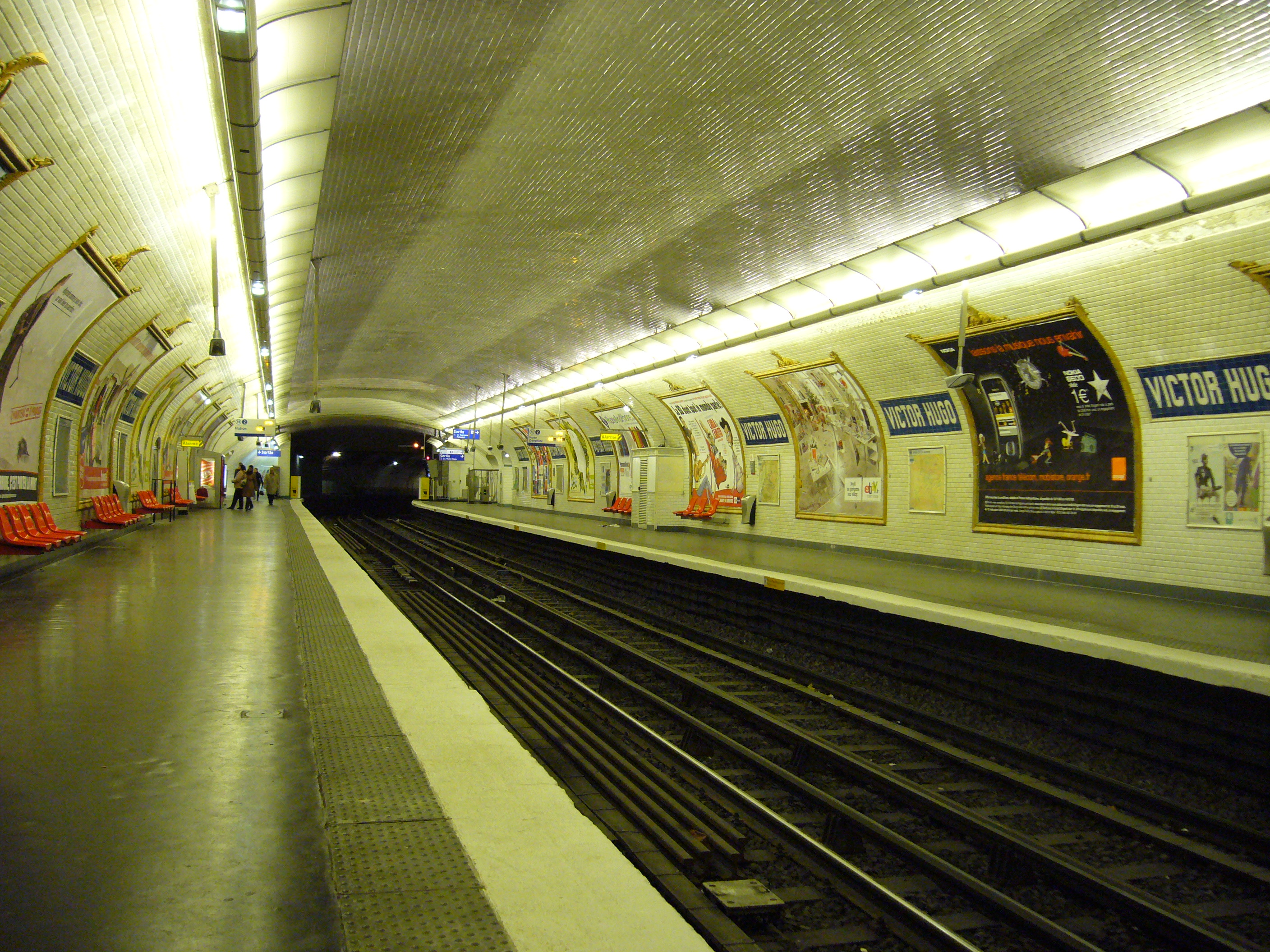
Вид на станцию